# Gabinio Barbaro Pompeiano
Gabinio Barbaro Pompeiano (in latino Gabinius Barbarus Pompeianus; ... – Roma, febbraio 409) fu un politico pagano dell'Impero romano d'Occidente, che, in qualità di praefectus urbi di Roma, si trovò ad affrontare la minaccia dell'esercito visigoto di Alarico I.

## Biografia
Pompeiano aveva una proprietà a Baiae che confinava con una di Quinto Aurelio Simmaco; i due ebbero una disputa sull'esatta definizione del confine fino al 398, quando Pompeiano vendette la sua proprietà. Nel 400 ricevette una lettera da Simmaco che si è conservata.
Tra il 400 e il 401 fu proconsole d'Africa.
Nel 408, con l'imperatore Onorio rinchiuso nella capitale Ravenna, l'esercito visigoto di Alarico I calò su Roma, minacciando la città.
Pompeiano, che all'epoca era praefectus urbi, venne a sapere che la città di Narnia si era salvata dal pericolo ripristinando gli antichi riti fulgurali pagani, e decise quindi di organizzare, nel dicembre del 408, la tradizionale processione dei senatori al Campidoglio . Il rito, approvato segretamente anche dal papa Innocenzo I, non fu poi messo in pratica, in quanto doveva essere fatto pubblicamente e non di nascosto come avevano richiesto le gerarchie ecclesiastiche.
Pompeiano iniziò delle contrattazioni con Alarico, allo scopo di comprare la salvezza della città: aveva intenzione di trovare i fondi tramite una colletta tra le famiglie senatoriali. Si decise di inviare ai Visigoti oro e argento, e Pompeiano e Palladio furono incaricati di provvedere alla raccolta: i senatori si opposero al finanziamento (tra questi vi erano Melania e Valerio Piniano), quindi Piniano raccolse le ricchezze necessarie espropriando ulteriormente i templi pagani della città.
Secondo la Vita Melaniae, fu ucciso dalla folla in occasione di una sommossa causata da problemi nella distribuzione del pane al popolo. Pompeiano è stato proposto per l'identificazione dell'obiettivo dell'invettiva anti-pagana nota come Carmen contra paganos.